# Delta campaniforme
Delta campaniforme är en stekelart som först beskrevs av Fabricius 1775.  Delta campaniforme ingår i släktet Delta och familjen Eumenidae.

## Underarter
Arten delas in i följande underarter:
- D. c. assatus
- D. c. cameroni
- D. c. gracilior
- D. c. keyensis
- D. c. nigriculum
- D. c. rhodesiensis
- D. c. tessmanni
- D. c. pediculata
- D. c. pseudodyscherus
- D. c. pseudopulcherrimu
- D. c. urvillei
- D. c. rendalloide
- D. c. esuriens